# Квир палма
Квир палма (енгл. Queer Palm) је међународна филмска награда за филмове са ЛГБТ темама, коју додељује независни жири на Канском филмском фестивалу. Награду је 2010. године основао новинар Франк Финанс-Мадуреира. Уз Награду Теди која се додељује у Берлину и Квир лав која се додељује у Венецији, спада међу највеће међународне награде које се додељују за ЛГБТ+ кинематографију.

## Добитници
| Година | Добитник                                 | Земља                           |
| ------ | ---------------------------------------- | ------------------------------- |
| 2010   | Кабум                                    | САД, Француска                  |
| 2011   | Лепота                                   | Јужноафричка република          |
| 2012   | Лоренс, у сваком случају                 | Канада                          |
| 2013   | Странац поред језера                     | Француска                       |
| 2014   | Прајд                                    | Уједињено Краљевство, Француска |
| 2015   | Керол                                    | Уједињено Краљевство, САД       |
| 2016   | Животи Терезе                            | Француска                       |
| 2017   | 120 откуцаја у минути                    | Француска                       |
| 2018   | Девојка                                  | Белгија, Холандија              |
| 2019   | Портрет даме у ватри                     | Француска                       |
| 2020   | Није додељена услед пандемије ковида 19. |                                 |
| 2021   | Подела                                   | Француска                       |
| 2022   | Џојленд                                  | Пакистан                        |
| 2023   | Чудовиште                                | Јапан                           |